# Eisarena Ellental
Die Eisarena Ellental ist eine Eissporthalle in Bietigheim-Bissingen, Baden-Württemberg. Erbaut wurde sie 1980 als reine Eislauffläche. Die Eröffnung fand am 24. November 1980 statt. Die Arena war seit der Gründung des Eishockeyclubs SC Bietigheim-Bissingen 1990 Heimspielort der in der 2. Eishockey-Bundesliga spielenden Steelers, außerdem ist die Halle für Schlittschuhläufer geöffnet.
In der Halle, die zu den kleinsten der 2. Bundesliga zählte, fanden bis 2010 ungefähr 3300 Zuschauer Platz, davon rund 2500 auf den Stehplatztribünen, auf denen sich auch der Gästeblock befand. Auf Grund von Brandschutzbestimmungen wurde in der Sommerpause 2010 die Gesamtkapazität der Eishalle auf 2662 gesenkt.
Am 17. November 2011 fand in direkter Nachbarschaft nördlich der Arena der Spatenstich zum Bau der EgeTrans Arena statt, die im Dezember 2012 eröffnet wurde und neue Heimspielstätte der Steelers wurde. Anschließend wurde die Eisarena Ellental zu einer Trainingseishalle zurückgebaut, die weiter für den Trainings- und Spielbetrieb der Nachwuchs-, Amateur- und Profimannschaften genutzt wird.